# Marie Valerie Habsbursko-Lotrinská
Arcivévodkyně Marie Valerie Matylda Amálie Habsbursko-Lotrinská (německy Marie Valerie Mathilde Amalie von Österreich; 22. dubna 1868 Budín, Uhry – 6. září 1924 Wallsee, Dolní Rakousy) byla třetí dcera a čtvrté a poslední dítě císaře Františka Josefa I. a císařovny Alžběty Rakouské. Obvykle se jí říkalo Valerie.
Dne 31. července 1890 se provdala za rakouského arcivévodu Františka Salvátora; manželství způsobilo roztržku mezi ní a jejími sourozenci, protože jejich manželství musela být dynastická, zatímco Marii Valerii císařovna Alžběta povolila se provdat z lásky a touhy.

## Původ, dětství

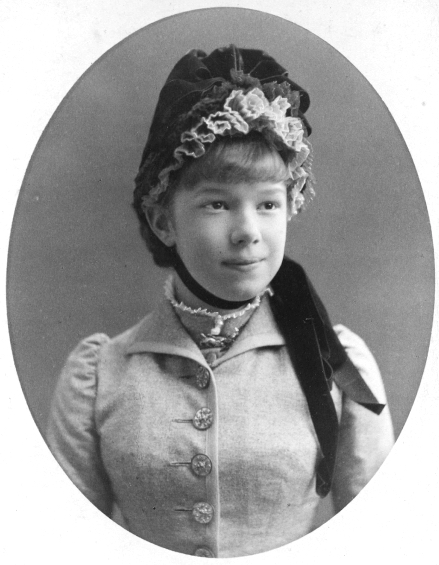
Marie Valerie jako dívka, 80. léta 19. století.

Arcivévodkyně Marie Valerie se narodila 22. dubna 1868 v Budíně v Uhrách rakouskému císaři Františku Josefovi I. a jeho manželce, bavorské vévodkyni Alžbětě zvané Sissi. Měla starší sestru, arcivévodkyni Giselu, a staršího bratra, korunního prince Rudolfa. Její nejstarší sestra, arcivévodkyně Žofie, zemřela ještě před narozením Valerie. Její matka obzvlášť lpěla na Valerii, která se narodila deset let po třetím dítěti císařského páru a kterou Alžběta mohla vychovávat sama, zatímco první tři děti jí byly v kojeneckém věku odebrány a vychovávala je císařova matka arcivévodkyně Žofie. Sama Žofie napsala Alžbětině matce, vévodkyni Ludovice do Bavorska: „Sisi je zcela pohlcena láskou a péčí o tohoto neodolatelného andílka.“
Byla Alžbětiným zdaleka nejoblíbenějším dítětem a někteří dvořané ji s kyselostí označovali jako „die Einzige“ (jediná), protože jí Alžběta věnovala mnohem více pozornosti než jejím sourozencům. Valerie měla svou matku ráda, ale podle svých deníků se často cítila v rozpacích a přetížená Alžbětiným soustředěním na ni, zejména proto, že byla skromná a praktická.
Další přezdívka Valerie byla „uherské dítě“, protože její narození bylo ústupkem Alžběty, která neměla ráda fyzické intimnosti a těhotenství, výměnou za usmíření Františka Josefa s Uhrami, její nejoblíbenější částí říše. Tento proces vyvrcholil jejich společnou korunovací v Budíně 8. června 1867 jako uherského krále a královny. Valerie se narodila o něco více než devět měsíců později.
Alžběta si záměrně vybrala Uhry jako místo narození svého dítěte; po celá staletí se v Uhrách nenarodilo žádné královské dítě. Kdyby se Valerii narodil chlapec, dostala by jméno Štěpán po uherském kanonizovaném králi a patronovi. Podle historičky Brigitte Hamannové by chlapec narozený uherské královně na hradě v Budapešti vyvolal možnost, že se jednoho dne stane jejím králem, čímž by se Uhry oddělily od rakouské říše. Vzhledem k tomu se na vídeňském dvoře všeobecně ulevilo, že Valerie je dívka. 
Začaly se šířit zlomyslné zvěsti, že Valerie je ve skutečnosti dcerou Alžbětina přítele a obdivovatele Gyuly Andrássyho, maďarského premiéra. Ty přetrvávaly až do Valeriina dětství a hluboce ji zraňovaly. Fyzicky se však Františku Josefovi podobala více než kterémukoli ze svých sourozenců, s přibývajícím věkem ještě více, a nakonec fámy ustaly. Kvůli atmosféře, kterou vytvářely, si Valerie vypěstovala celoživotní antipatii ke všemu, co mělo něco společného s Maďarskem, kterou ještě zhoršovalo Alžbětino trvání na tom, aby s ní mluvila pouze maďarsky. Radovala se, když dostala povolení mluvit s otcem, kterého zbožňovala, německy. Kromě toho mluvila plynně anglicky, francouzsky a italsky. Ráda psala divadelní hry a básně a byla nadanou amatérskou umělkyní, která obzvlášť ráda malovala květiny. Byla velkou příznivkyní vídeňského Burgtheateru a navštěvovala jeho představení tak často, jak jen to bylo možné.

## Manželství

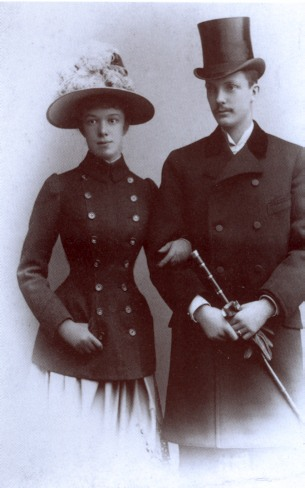
Marie Valerie s Františkem Salvatorem

31. července 1890 se Valerie v Bad Ischlu provdala za svého bratrance z třetího kolena arcivévodu Františka Salvátora. Seznámili se v roce 1886 na plese, ale Valerie čekala několik let, aby si byla jistá, že její city k Františkovi Salvátorovi jsou dostatečně silné pro úspěšný sňatek. Mnozí u dvora doufali, že se provdá za někoho, jako byl saský korunní princ, portugalský korunní princ nebo bavorský princ Alfons, protože se jí dvořil. Nicméně císařovna Alžběta prohlásila, že Valerie si bude smět vzít i kominíka, pokud si to bude přát (na rozdíl od svých ostatních dětí, které obě musely uzavřít dynastické sňatky). Valerie si vybrala Františka Salvátora, poměrně bezvýznamného prince z toskánské větve rakouské císařské rodiny, který neměl k dispozici žádné velké bohatství, a Alžběta, jak slíbila, svou oblíbenou dceru podpořila. To na čas způsobilo hlubokou roztržku mezi Valerií a jejími sourozenci, ale nakonec se s ní Rudolf smířil, když se Valerie a František Salvátor o Vánocích 1888 zasnoubili. Vztah mezi Valerií a Rudolfovou manželkou, belgickou princeznou Štěpánkou, však zůstal chladný i po Rudolfově smrti.
Valeriino slavnostní zřeknutí se práv na rakouský trůn, které bylo nezbytné pro uzavření sňatku, se uskutečnilo 16. července 1890 v Hermesville. Slavnostní svatba mladého páru následovala 31. července ve farním kostele v Bad Ischlu. Obřad vedl linecký biskup Franz Maria Doppelbauer. Poté Valerie a František Salvátor strávili líbánky v Itálii, Švýcarsku a Bavorsku.
Marie Valerie a František Salvátor měli 10 dětí:
- Alžběta Františka (27. ledna 1892 – 29. ledna 1930), ⚭ 1912 hrabě Jiří Waldburg-Zeil (1878–1955)
- František Karel Salvátor (17. února 1893 – 10. prosince 1918), rakouský arcivévoda, neoženil se a neměl potomky
- Hubert Salvátor (30. dubna 1894 – 24. března 1971), rakouský arcivévoda a princ toskánský, ⚭ 1926 Rosemary Salm-Salm (13. dubna 1904 – 3. května 2001)
- Hedvika (24. září 1896 – 1. listopadu 1970), rakouská arcivévodkyně, ⚭ 1918 hrabě Bernhard Stolberg ze Stolbergu (1881–1952)
- Theodor Salvátor (9. říjen 1899 – 8. duben 1978), rakouský arcivévoda, ⚭ 1926 hraběnka Marie Tereza Waldburg-Zeil (1901–1967)
- Gertruda (19. listopadu 1900 – 20. prosince 1962), rakouská arcivévodkyně, ⚭ 1931 hrabě Jiří Waldburg-Zeil (vdovec po její sestře Alžbětě Františce)
- Marie (19. listopadu 1901 – 29. prosince 1936), rakouská arcivévodkyně, svobodná a bezdětná
- Klement Salvátor (6. října 1904 – 20. srpna 1974), rakouský arcivévoda, ⚭ 1930 hraběnka Alžběta Rességuier de Miremont (1906–2000)
- Matylda (9. srpna 1906 – 18. října 1991), rakouská arcivévodkyně, ⚭ 1947 Ernest Hefel (1888–1974)
- Anežka (*/† 1911)

## Pozdější léta života

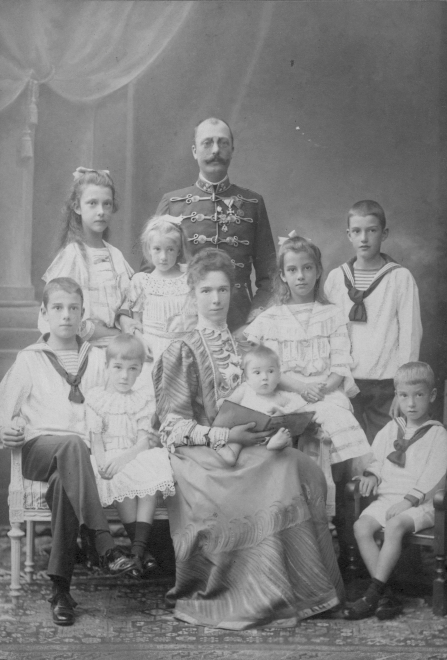
Marie Valerie s manželem a dětmi, 1905.

Valerie a František Salvátor nejprve bydleli na zámku Lichtenegg. Dne 11. června 1895 však manželé koupili zámek Wallsee na Dunaji od jeho tehdejšího majitele Alfréda, vévody Sasko-Kobursko-Gothajského, a kompletně jej zrekonstruovali. Když byla renovace dokončena, konala se 4. září 1897 slavnost u příležitosti jejich nastěhování do nového zámku. Vzhledem k Valeriině popularitě se ve Wallsee konaly velké oslavy této události. I po svatbě zůstala Marie Valerie v úzkém kontaktu se svým stárnoucím otcem, který si velmi cenil neformální atmosféry v rodině své nejmladší dcery.
Byla známá a oblíbená pro svou velkorysou účast na místních charitativních akcích. V roce 1900 se stala patronkou Červeného kříže, pro který zakládala nemocnice a vybírala značné finanční částky; byla také patronkou sedmi dalších charitativních organizací. Během první světové války zřídila na zámku nemocniční kasárny a pomáhala pečovat o raněné. Byla zbožnou katoličkou, která věnovala mnoho času také podpoře náboženských charitativních organizací a mezi lidmi byla známá jako „anděl z Waldsee“. Byla také dámou řádu Hvězdového kříže.
Valerii velmi zasáhla sebevražda jejího bratra Rudolfa 30. ledna 1889 a vražda její matky Alžběty v září 1898. Ona i její sestra Gisela byly svému otci po těchto tragédiích velkou oporou. Společně s Alžbětinými dvorními dámami Valerie také uspořádala Alžbětinu literární pozůstalost, její dopisy a korespondenci. Ve svém deníku Valerie zaznamenala, že vztah a odcizení rodičů se zlepšily až v posledních letech matčina života. Měla také pocit, že péče o stárnoucího otce, císaře Františka Josefa, je pro ni jakousi „zkouškou“.
Manželství Valerie a Františka Salvátora bylo zpočátku harmonické, ale časem se stalo méně harmonickým. František Salvátor měl mnoho milostných vztahů, včetně jednoho s tanečnicí Stephanií Richterovou, která byla později známá jako „Hitlerova špionážní princezna“ pro své špionážní aktivity před a během druhé světové války. V roce 1914 mu porodila syna Františka Josefa, kterého ještě za života Valerie uznal za svého. Valerie čelila těmto ranám stoicky a svěřovala se pouze svému deníku.
Po skončení první světové války Valerie oficiálně uznala zánik habsburské monarchie a podepsala dokumenty, v nichž se vzdala všech práv vůči ní i svým potomkům. Toto zřeknutí jí umožnilo ponechat si svůj domov a majetek.

## Smrt
Valerie zemřela 6. září 1924 na zámku Wallsee na lymfom. Její sestra Gisela krátce před smrtí napsala v dopise: „Musím dodat, že jsem viděla Valerii - při plném vědomí, zcela si vědoma svého stavu a tak oddaně přijímající, dokonce radostně očekávající svůj blížící se odchod, že se domnívám, že nečekané uzdravení by ji vlastně zklamalo.“ Je pohřbena v kryptě za hlavním oltářem farního kostela v rakouském Sindelburgu. Několik tisíc lidí následovalo její rakev na místo odpočinku.
Deset let po Valeriině smrti, 28. dubna 1934, se František Salvátor oženil podruhé, a to s Melanií von Riesenfels. Jednalo se o morganatický sňatek; svatba se konala ve Vídni. Pár se seznámil po Valeriině smrti v Melaniině domě, v zámku Seisenegg, kde žila se svými sestrami Marií Annou a Johannou. Po svatbě žili manželé v Seiseneggu.
Franz Salvator zemřel 20. dubna 1939 ve Vídni.
Most Márie Valérie spojující maďarské město Ostřihom a slovenské město Štúrovo (tehdy Parkány) přes řeku Dunaj byl otevřen v roce 1895. Byl pojmenován po Márii Valérii.

## Vývod z předků
|                                    |                                      |  |                |                                        |  |  |  |  |  |  |  | Leopold II. |
|                                    |                                      |  |                |                                        |  |  |  |  |  |  |  |             |
|                                    | František I. Rakouský                |  |                |                                        |  |  |  |  |  |  |  |             |
|                                    |                                      |  |                |                                        |  |  |  |  |  |  |  |             |
|                                    |                                      |  |                | Marie Ludovika Španělská               |  |  |  |  |  |  |  |             |
|                                    |                                      |  |                |                                        |  |  |  |  |  |  |  |             |
|                                    | František Karel Habsbursko-Lotrinský |  |                |                                        |  |  |  |  |  |  |  |             |
|                                    |                                      |  |                |                                        |  |  |  |  |  |  |  |             |
|                                    |                                      |  |                | Ferdinand I. Neapolsko-Sicilský        |  |  |  |  |  |  |  |             |
|                                    |                                      |  |                |                                        |  |  |  |  |  |  |  |             |
|                                    | Marie Tereza Neapolsko-Sicilská      |  |                |                                        |  |  |  |  |  |  |  |             |
|                                    |                                      |  |                |                                        |  |  |  |  |  |  |  |             |
|                                    |                                      |  |                | Marie Karolína Habsbursko-Lotrinská    |  |  |  |  |  |  |  |             |
|                                    |                                      |  |                |                                        |  |  |  |  |  |  |  |             |
|                                    | František Josef I.                   |  |                |                                        |  |  |  |  |  |  |  |             |
|                                    |                                      |  |                |                                        |  |  |  |  |  |  |  |             |
|                                    |                                      |  |                | Fridrich Michal Falcko-Zweibrückenský  |  |  |  |  |  |  |  |             |
|                                    |                                      |  |                |                                        |  |  |  |  |  |  |  |             |
|                                    | Maxmilián I. Josef Bavorský          |  |                |                                        |  |  |  |  |  |  |  |             |
|                                    |                                      |  |                |                                        |  |  |  |  |  |  |  |             |
|                                    |                                      |  |                | Marie Františka Falcko-Sulzbašská      |  |  |  |  |  |  |  |             |
|                                    |                                      |  |                |                                        |  |  |  |  |  |  |  |             |
|                                    | Žofie Frederika Bavorská             |  |                |                                        |  |  |  |  |  |  |  |             |
|                                    |                                      |  |                |                                        |  |  |  |  |  |  |  |             |
|                                    |                                      |  |                | Karel Ludvík Bádenský                  |  |  |  |  |  |  |  |             |
|                                    |                                      |  |                |                                        |  |  |  |  |  |  |  |             |
|                                    | Karolína Frederika Vilemína Bádenská |  |                |                                        |  |  |  |  |  |  |  |             |
|                                    |                                      |  |                |                                        |  |  |  |  |  |  |  |             |
|                                    |                                      |  |                | Amálie Frederika Hesensko-Darmstadtská |  |  |  |  |  |  |  |             |
|                                    |                                      |  |                |                                        |  |  |  |  |  |  |  |             |
| Marie Valerie Habsbursko-Lotrinská |                                      |  |                |                                        |  |  |  |  |  |  |  |             |
|                                    |                                      |  |                |                                        |  |  |  |  |  |  |  |             |
|                                    |                                      |  | Vilém Bavorský |                                        |  |  |  |  |  |  |  |             |
|                                    |                                      |  |                |                                        |  |  |  |  |  |  |  |             |
|                                    | Pius Augustus Bavorský               |  |                |                                        |  |  |  |  |  |  |  |             |
|                                    |                                      |  |                |                                        |  |  |  |  |  |  |  |             |
|                                    |                                      |  |                | Maria Anna Falcko-Zweibrückenská       |  |  |  |  |  |  |  |             |
|                                    |                                      |  |                |                                        |  |  |  |  |  |  |  |             |
|                                    | Maxmilián Josef Bavorský             |  |                |                                        |  |  |  |  |  |  |  |             |
|                                    |                                      |  |                |                                        |  |  |  |  |  |  |  |             |
|                                    |                                      |  |                | Louis-Marie z Arenbergu                |  |  |  |  |  |  |  |             |
|                                    |                                      |  |                |                                        |  |  |  |  |  |  |  |             |
|                                    | Amálie Luisa Arenberková             |  |                |                                        |  |  |  |  |  |  |  |             |
|                                    |                                      |  |                |                                        |  |  |  |  |  |  |  |             |
|                                    |                                      |  |                | Marie Adélaïde Julie de Mailly         |  |  |  |  |  |  |  |             |
|                                    |                                      |  |                |                                        |  |  |  |  |  |  |  |             |
|                                    | Alžběta Bavorská                     |  |                |                                        |  |  |  |  |  |  |  |             |
|                                    |                                      |  |                |                                        |  |  |  |  |  |  |  |             |
|                                    |                                      |  |                | Fridrich Michal Falcko-Zweibrückenský  |  |  |  |  |  |  |  |             |
|                                    |                                      |  |                |                                        |  |  |  |  |  |  |  |             |
|                                    | Maxmilián I. Josef Bavorský          |  |                |                                        |  |  |  |  |  |  |  |             |
|                                    |                                      |  |                |                                        |  |  |  |  |  |  |  |             |
|                                    |                                      |  |                | Marie Františka Falcko-Sulzbašská      |  |  |  |  |  |  |  |             |
|                                    |                                      |  |                |                                        |  |  |  |  |  |  |  |             |
|                                    | Ludovika Bavorská                    |  |                |                                        |  |  |  |  |  |  |  |             |
|                                    |                                      |  |                |                                        |  |  |  |  |  |  |  |             |
|                                    |                                      |  |                | Karel Ludvík Bádenský                  |  |  |  |  |  |  |  |             |
|                                    |                                      |  |                |                                        |  |  |  |  |  |  |  |             |
|                                    | Karolína Frederika Vilemína Bádenská |  |                |                                        |  |  |  |  |  |  |  |             |
|                                    |                                      |  |                |                                        |  |  |  |  |  |  |  |             |
|                                    |                                      |  |                | Amálie Hesensko-Darmstadtská           |  |  |  |  |  |  |  |             |
|                                    |                                      |  |                |                                        |  |  |  |  |  |  |  |             |